# 石津村 (新潟県)
石津村（いしづむら）は、かつて新潟県古志郡にあった村。

## 沿革
- 1889年（明治22年）4月1日 - 町村制施行に伴い古志郡岩野村、釜ケ島村が合併し、石津村が発足。村役場は大字釜ケ島に設置[1]。
  - この後1949年（昭和24年）までの間に、村役場を大字岩野[2]へ移転。
- 1955年（昭和30年）3月31日 - 三島郡来迎寺村・岩塚村・塚山村と合併し、三島郡越路町となり消滅。